# Eugenia christii
Eugenia christii är en myrtenväxtart som beskrevs av Ignatz Urban. Eugenia christii ingår i släktet Eugenia och familjen myrtenväxter.
Artens utbredningsområde är Haiti. Inga underarter finns listade i Catalogue of Life.